# پیشلسدورف ایندر اشتایرمارک
پیشلسدورف ایندر اشتایرمارک (به آلمانی: Pischelsdorf in der Steiermark) یک منطقهٔ مسکونی در اتریش است که در وایتس واقع شده‌است. پیشلسدورف ایندر اشتایرمارک ۱۷٫۳۱ کیلومتر مربع مساحت دارد تقریبا ۳۷۸ متر بالاتر از سطح دریا واقع شده‌است.